# 欧比尼奥斯克
欧比尼奥斯克（法語：Aubignosc，法語發音：[obiɡnɔsk]）是法国上普罗旺斯阿尔卑斯省的一个市镇，属于福卡尔基耶区。

## 地理
欧比尼奥斯克（44°7'47"N, 5°58'8"E）面积14.74 平方千米，位于法国普罗旺斯-阿尔卑斯-蓝色海岸大区上普罗旺斯阿尔卑斯省，该省份为法国东南部内陆省份，北起上阿尔卑斯省，西接沃克吕兹省，西北接德龙省，南至瓦尔省，东临滨海阿尔卑斯省，东北部与意大利接壤。
与欧比尼奥斯克接壤的市镇（或旧市镇、城区）包括：阿尔努堡-圣欧邦、圣多纳谷新堡、佩潘、萨利尼亚克、瓦尔贝勒、沃洛讷。
欧比尼奥斯克的时区为UTC+01:00、UTC+02:00（夏令时）。

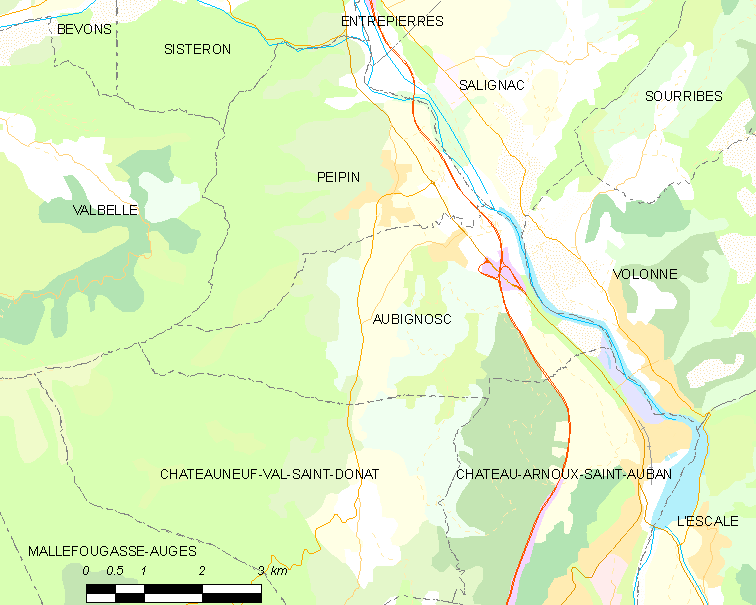
欧比尼奥斯克的OSM定位图

## 行政
欧比尼奥斯克的邮政编码为04200，INSEE市镇编码为04013。

## 政治
欧比尼奥斯克所属的省级选区为阿尔努堡-圣欧邦县。

## 人口

1962-2008年间欧比尼奥斯克人口变化图示

欧比尼奥斯克于2022年1月1日时的人口数量为624人。